# Meneer Joosten
Meneer Joosten was een typetje uit het jeugdprogramma Het Klokhuis. Het personage werd gespeeld door Joost Prinsen. 

## Kenmerken
Hij heeft vettig, grijs, slierterig haar en draagt altijd een zwart pak in combinatie met geruite pantoffels. Hij spreekt steevast met een zwaar aangezet Brabants accent, regelmatig onderbroken door een rochelende hoestbui. Daarna stelt hij zich standaard voor met het zinnetje: Goedenaovent beste oders, beste kendere. De noam is Joaste aan-tie-kear! juist joa, die!
Meneer Joosten doet zich richting iedereen voor als antiquair, terwijl hij in werkelijkheid een gewiekste oplichter is. In sommige sketches heeft hij ook een assistente, die werd gespeeld door Sylvia Millecam.
Het decor van de antiekwinkel met de halfronde deuren is later, enigszins aangepast en veranderd, nog gebruikt voor andere sketches.